# Kibibit
Kibibit (Kib), tidigare ofta tvetydigt kallad kilobit (kb) är en informationsenhet som motsvarar 1 024 (210) bit. Namnet kommer av det binära prefixet kibi (Ki) och bit (b). Enheten ingår inte i internationella måttenhetssystemet, men sanktioneras av IEC.
Kibibit är relaterat till enheten kilobit, som antingen definieras som en kibibit eller ett tusen bit. Kibibit kan användas istället för kilobit när man vill specificera 210 bit, för att undvika tvetydighet bland de olika värdena av kilobit.